# جيني سيلي
جيني سيلي (بالإنجليزية: Jeannie Seely) (من مواليد 6 يوليو 1940) هي مغنية كانتري أمريكية. اشتهرت بأغانيها "Don't Touch Me" التي حازت على جوائز غرامي عام 1966.

## السيرة

### بدايات حياتها
وُلدت مارلين جين سيلي في مدينة تيتوسفيل بولاية بنسلفانيا عام 1940، وعاشت في مزرعة عائلتها. كان والداها موسيقيان ويعزفان في عطلات نهاية الأسبوع. ظهرت سيلي وهي بعمر 16 عامًا على محطة WICU التلفزيونية في إيري، بنسيلفانيا. أثناء وجودها في المدرسة الثانوية، تخرجت من المدرسة الثانوية في عام 1958، وعملت في مصرف البلدة.
انتقلت سيلي إلى كاليفورنيا وهي بعمر الحادية والعشرين. بدأت العمل في مصرف بيفرلي هيلز، لكنها غادرت بعد عام وعملت كسكرتيرة في علامات ليبرتي ريكوردز وإمبيريال ريكوردز في هوليوود، حيث شاركت في تأليف أغنية Anyone Who Knows What Love Is (Will Understand) التي نجحت عندما غنتها إيرما توماس.
عملت سيلي في هذا الوقت أيضا مع علامة فور ستار ريكوردز، حيث بدأت مسيرتها في تأليف الأغاني. ظهرت سيلي أيضًا بشكل منتظم في برنامج هوليوود جامبوري مع النجم الصاعد وقتها غلين كامبل. نالت سيلي عقد تسجيل خاص بها مع تشالنج ريكوردز. أعجب مؤلف الأغاني هانك كوكران بمواهبها واقترح عليها أن تذهب إلى ناشفيل، وهو ما فعلته في عام 1965. تزوجت سيلي لاحقا من كوكران.

### النجاح
تم التعاقد معها لملء مكان نورما جين في برنامج بورتر واغونر التلفزيوني فور قدومها إلى ناشفيل. وقعت عقد تسجيل مع مونيومنت ريكوردز في أوائل عام 1966. حققت النجاح على الفور بأغنية Don't Touch Me من تأليف زوجها هانك كوكران، حيث وصلت للمركز الثاني في قائمة بيلبورد لأغاني الكانتري، ووصلت المركز الأول في قوائم الكانتري في مجلات ريكورد ورلد وكاشبوكس، بينما وصلت للمركز 85 على قائمة بيلبورد لأغاني البوب.
بفضل هذا النجاح، تمت دعوتها سيلي للغناء في غراند أول أوبري. كما فازت بجائزة مجلات بيلبورد وكاشبوكس وريكورد ورلد كأفضل فنانة واعدة في العام. كما فازت في مارس 1967 بجائزة غرامي لأفضل أداء كانتري صوتي عن الأغنية، لتكون ثالث مغنية تفوز بالجائزة. في سبتمبر 1967، انضمت سيلي إلى برنامج أوبري، وأصبحت ثالث امرأة تحتفل بعيدها الخمسين كعضوة في البرنامج في 16 سبتمبر 2017.
واصلت جيني سيلي إصدار الأغاني التي نالت النجاح وإن لم تكن مثل أغنيتها الأولى، ووصلت العشر الأوائل مجددا بأغنية I'll Love You More Than You'll Ever Need عام 1968. بقيت مع علامة مونيومنت حتى أواخر عام 1968، ثم انتقلت إلى علامة ديكا في عام 1969.
ظلت سيلي متزوجة من هانك كوكران لعدة سنوات. كان هذا الزواج الأول لسيلي والرابع لكوكران، وانتهى لاحقا بالطلاق.

### السبعينات
تعاونت سيلي مع نجم الكانتري جاك غرين بعد انتقالها إلى ديكا في عام 1969، وسجلا معًا أغنية I Wish I Didn't Have to Miss You، والتي وصلت للمركز الثناي على قائمة بيلبورد لأغاني الكاتنري في عام 1970. ترشح الثنائي لجائزة جمعية موسيقى الكانتري (CMA) عن أفضل ثنائي صوتي لأربع سنوات متتالية، عدد من الترشيحات لجوائز غرامي.
عادت سيلي للعمل كفنانة منفردة في الوقت الذي تغير فيع اسم علامة ديكا إلى إم سي أيه، ووصلت للعشر الأوائل مجددا بأغنية Can I Sleep in Your Arms، التي وصلت للمركز السادس.
انتقلت سيلي إلى علامة كولومبيا في أوائل عام 1977، ولكنها تعرضت في ذلك العام إلى حادث سيارة خطير. ثم تعافت وعادت للغناء، ولكن نجاحها كان يتلاشى، وآخر أغنية لها تدخل القوائم كانت "Take Me to Bed" في أواخر ذاك العام.

### السنوات التالية
واصلت سيلي التسجيل والأداء في أوائل الثمانينيات، وكانت تفتتح عروض ويلي نيلسون، وظهرت في فيلمه Honeysuckle Rose. كما أصبحت أيضًا أول مغنية تستضيف مقاطع لنصف ساعة من برنامج غراند أول أوبري بداية من عام 1985، عندما حلت محل المغني ديل ريفز. كما لعبت في أواخر الثمانينات عدة أدوار على المسرح، مثل دور الآنسسة مونا في مسرحية The Best Little Whorehouse in Texas. كما غنت في منتزه دوليوود. في عام 2003، ظهر سيلي في فيلم Changing Hearts من بطولة فاي دوناواي.
في 13 يناير 2017، أصدرت جيني سيلي ألبومًا جديدًا، وكان أول ألبوم لها منذ 6 سنوات بعنوان "Written In Song". احتوي الألبوم على 14 أغنية، وألفتها جميعها أو شاركت في ذلك. تم اختيار الألبوم كأحد الألبومات المتوقعة لعام 2017 من قِبل موقع CMT.com  وموقع The Boot.
احتفلت سيلي بعيدها الخمسين كعضوة في غراد أول أوبري في 16 سبتمبر 2017  وهي واحدة من ثلاث نساء أحياء (الأخريات هن لوريتا لين وكوني سميث) وصلن لهذا الإنجاز.
في 25 يونيو 2019، وضعت مجلة نيويورك تايمز اسم جيني سيلي بين مئات الفنانين الذين ذُكر أن موادهم دمرت في حريق يونيفرسال عام 2008.

## وصلات خارجية
- جيني سيلي على موقع IMDb (الإنجليزية)
- جيني سيلي على موقع ميوزك برينز (الإنجليزية)
- جيني سيلي على موقع أول ميوزيك (الإنجليزية)
- جيني سيلي على موقع ديسكوغز (الإنجليزية)
- جيني سيلي على موقع قاعدة بيانات الفيلم (الإنجليزية)